# Juan Franco Martínez
Juan Franco Martínez (nacido el 10 de octubre de 1920 en Rosario; fallecido el 15 de octubre de 2011 en la misma ciudad) fue un futbolista argentino. En su carrera se desempeñó como arquero y debutó profesionalmente en Rosario Central.

## Carrera
Nacido y criado en el Barrio Arroyito, su primer partido oficial sucedió el 31 de julio de 1938, cuando Rosario Central venció a Sparta por 3-0, en cotejo válido por la segunda fecha del Torneo Molinas. Durante dicho certamen fue el guardavallas titular en ocho de los catorce partidos de su equipo, compitiendo en el puesto con Pedro Aráiz y José Peregrino Monjo. El campeonato finalizó con la consagración canalla, en la que fue la última participación del club con su primer equipo en los torneos de la Asociación Rosarina de Fútbol, antes de ingresar a disputar el Campeonato de Primera División de AFA. En las primeras intervenciones centralistas, entre 1939 y 1941, Martínez fue mayormente suplente, llegando a jugar 23 partidos en esas tres temporadas. En la última de éstas, la campaña fue mala y Central perdió la categoría; en 1942 debió jugar el Campeonato de Segunda División, el cual obtuvo con holgura al vencer en 25 de los 32 cotejos que disputó en el mismo, marcando 118 goles. Martínez fue el arquero titular en la mayor parte del certamen, al jugar 20 partidos, imponiéndose a un juvenil Héctor Ricardo para obtener el puesto. Dejó Central luego de lograr el rápido retorno a Primera División, habiendo acumulado 52 presencias defendiendo la valla auriazul.
Prosiguió su carrera por Ferro Carril Oeste (1943) y Defensor de Uruguay (1944).

## Clubes
| Club               | País      | Año       |
| ------------------ | --------- | --------- |
| Rosario Central    | Argentina | 1938-1942 |
| Ferro Carril Oeste | Argentina | 1943      |
| Defensor Sporting  | Uruguay   | 1944      |

| |
| Rosario Central en 1938. Arriba: Constancio Rivero, Ignacio Díaz, Juan Martínez, Pedro Perucca, Justo Lescano, Alfredo Fógel, Juan Fraunhoffer (entrenador); abajo: Salvador Laporta, Oscar Díaz, Pedro de Blasi, Ricardo Cisterna, Aníbal Maffei, José Píccoli (colaborador). |

| |
| Rosario Central en 1941: Juan Carlos Heredia, Rodolfo De Zorzi, Pedro Perucca, Luis Izaga, Juan Martínez, Armado Ríos, Alfredo Fógel, Waldino Aguirre, Bernardo Vilariño, José Casalini, Ernesto Vidal. |

|                                                                             |
| Juan Martínez sentado en la vereda de su casa de Barrio Arroyito, año 2006. |

## Palmarés

### Títulos nacionales
| Equipo          | País      | Título           | Año  |
| --------------- | --------- | ---------------- | ---- |
| Rosario Central | Argentina | Segunda División | 1942 |

### Títulos regionales
| Equipo          | Liga     | País      | Título         | Año  |
| --------------- | -------- | --------- | -------------- | ---- |
| Rosario Central | Rosarina | Argentina | Torneo Molinas | 1938 |